# Federico III di Danimarca
Federico III di Danimarca (Haderslev, 18 marzo 1609 – Copenaghen, 9 febbraio 1670) fu re di Danimarca e Norvegia dal 1648 fino alla morte. Era il sovrano che ha introdotto la monarchia assoluta in Danimarca.

## Biografia

### Prima di diventare re

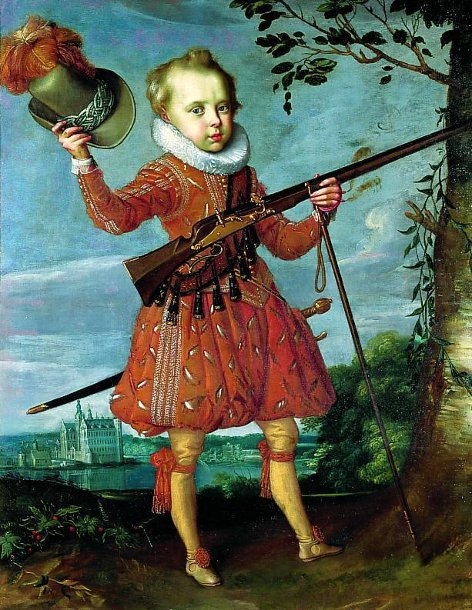
Il duca Federico, dipinto da Pieter Isaacsz

Federico nacque a Haderslev, nello Schleswig, figlio di Cristiano IV e Anna Caterina del Brandeburgo. La sua posizione di giovane figlio influenzò profondamente la sua carriera futura. Nell'infanzia e nella prima età adulta non aveva speranza di salire al trono danese e di conseguenza diventò lo strumento dei progetti del padre, che mirava a conquistare terre in Germania. Quando era ancora un ragazzo diventò in sequenza vescovo di Brema, vescovo di Verden e coadiuvante del vescovo di Halberstadt. All'età di 18 anni era comandante in capo della fortezza di Stade. Perciò già da giovane aveva considerevoli esperienze di amministratore, mentre la sua istruzione era molto attenta e profonda. Era inoltre appassionato di studi letterari e scientifici.
Durante la disastrosa guerra di Svezia del 1643-45 Federico fu nominato da suo padre comandante dei ducati, ma le vittorie che conseguì furono scarse, in parte a causa dei costanti litigi con il Conte Marshal, comandante delle truppe danesi. Questo fu il primo impatto con la nobiltà danese, che da allora lo considerò con grande disprezzo.
La morte del fratello maggiore Cristiano, nel giugno del 1647, gli aprì la prospettiva della successione al trono danese, ma la questione non era ancora stata discussa quando Cristiano IV morì il 28 febbraio 1648. Il 6 luglio dello stesso anno Federico III firmò un Haandfæstning, con il quale le prerogative reali, già diminuite, vennero ulteriormente decurtate. C'era anche il dubbio se Federico sarebbe stato autorizzato a ereditare il trono, ma egli rimosse gli ultimi dubbi con un Concilio durante il quale, senza esitazione, accettò le condizioni impostegli.
Il nuovo sovrano era un principe riservato e enigmatico, che sorrideva raramente, parlava molto poco e scriveva ancora meno, in forte contrasto con Cristiano IV. Se gli mancavano le qualità del padre gioviale e impulsivo possedeva le virtù della moderazione e dell'autocontrollo. Era un entusiasta collezionista di libri e fondò la Biblioteca Reale di Copenaghen nel 1648.
I primi anni di regni furono segnati dalla resistenza segreta contro i due uomini a lui meno graditi del regno, i cognati Korfits Ulfeldt e Hannibal Sehested, che furono entrambi rimossi dal loro incarico nel 1651. Ulfeld andò in esilio in Svezia, dove diventò un traditore, mentre Sehested fu riabilitato nel 1660.

### Sconfitto dalla Svezia

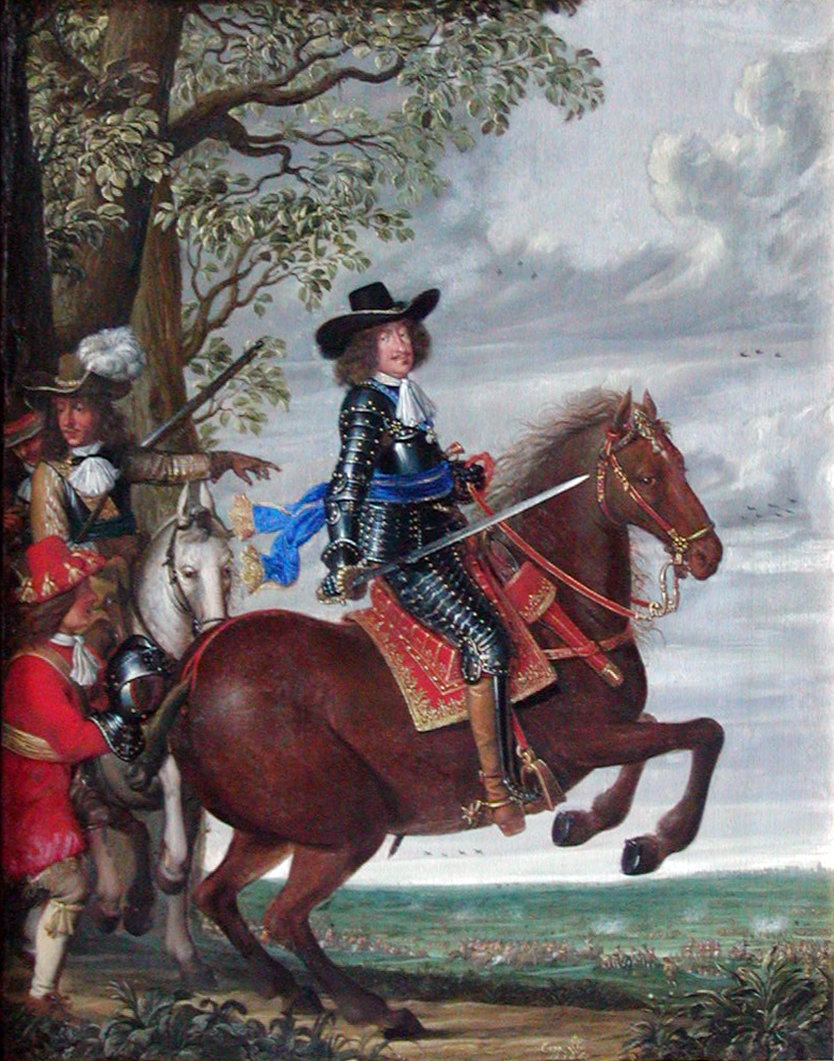
Re Federico III a cavallo. Ritratto di Wolfgang Heimbach.

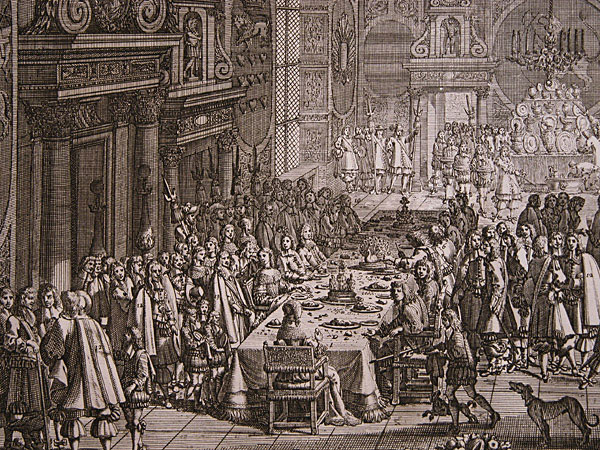
Il banchetto di pace (Fredstaffelet) al castello di Frederiksborg seguito dalla firma del Trattato di Roskilde nel 1658.

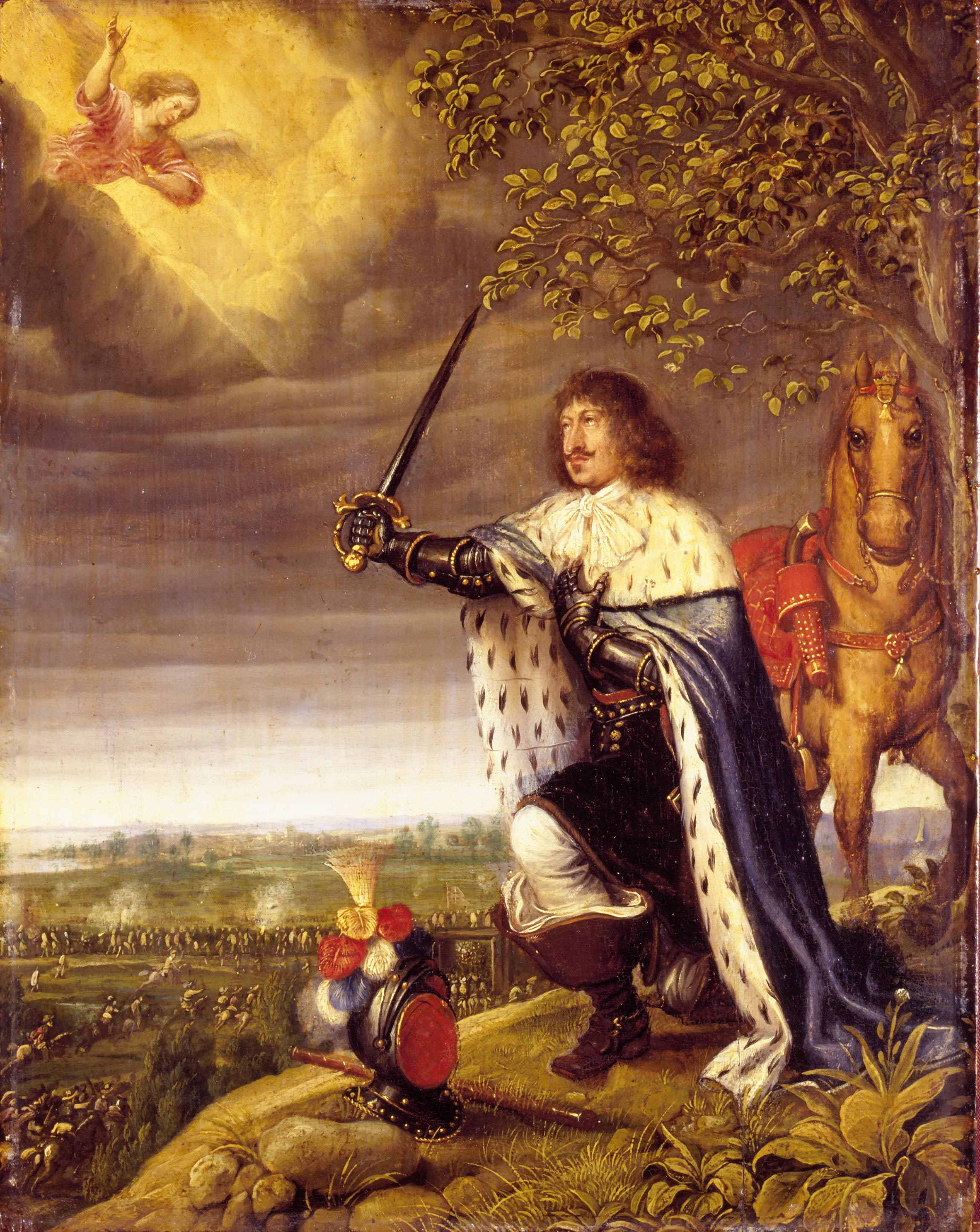
Federico III ritratto durante la battaglia di Nyborg, ritratto da Wolfgang Heimbach, 1659. Pur non avendo fatto parte della battaglia, il re è stato rappresentato come esempio di propaganda.

Anche con tutte le sue qualità Federico non era l'uomo in grado di avere una chiara visione dell'orizzonte politico, o di riconoscere le limitazioni dei suo Paese e le proprie. Considerò l'ascesa al trono di Carlo X di Svezia il 6 giugno 1654 come fonte di problemi per la Danimarca. Pensò che il suo temperamento e la politica avrebbero finito per rendere Carlo un re-guerriero aggressivo: la sola incertezza era su quale nazione avrebbe rivolto la sua aggressività.
L'invasione di Carlo X di Svezia della Polonia nel luglio 1654 fu sentita come sollievo dai danesi, anche se la guerra di Polonia fu piena di pericoli per la Danimarca. Federico si decise a una rottura con la Svezia alla prima occasione conveniente. Il Parlamento, che si riunì il 23 febbraio 1657, stanziò sussidi per la mobilitazione dell'esercito e altre spese militari. Il 23 aprile ricevette l'assenso della maggioranza del Parlamento ad attaccare i possedimenti svedesi in Germania. All'inizio di maggio le relazioni con il paese scandinavo furono rotte e il 1º giugno Federico firmò una carta che giustificava la guerra, che non fu mai formalmente dichiarata.
Il re di Svezia confuse tutti i piani dei nemici, portandosi, con marce forzate, dalla sua campagna in Polonia in Danimarca dove, il 30 gennaio del 1658, attraversò lo stretto ghiacciato del Piccolo Belt con 9 000 cavalieri e 30 000 fanti. Poche settimane dopo attraversò anche lo stretto del Grande Belt e si presentò alle porte della capitale. L'effetto di questo successo svedese fu distruttivo per il governo danese. Federico III chiese subito la pace. Cedendo alle richieste dei ministri inglesi e francesi Carlo alla fine acconsentì a fermarsi, accontentandosi di avere assestato un forte colpo alla monarchia, anche se non riuscì a distruggerla. Il trattato di Taastrup fu firmato il 18 febbraio e il trattato di Roskilde il 26 febbraio 1658.
Il raggiungimento della pace fu seguito da un interessante episodio. Federico espresse il desiderio di fare di persona conoscenza con il conquistatore e Carlo acconsentì a essere suo ospite per tre giorni, dal 3 al 5 marzo, al castello di Frederiksborg. Si tennero splendidi banchetti fino a tarda notte, conversazioni intime e private tra i re: tutto questo sembrò suggerire l'idea di pace e amicizia tra i due paesi nel futuro.

### L'assedio di Copenaghen respinto
L'instancabile spinta di Carlo alla conquista e il suo sospetto verso la Danimarca lo indussero a mostrarsi aggressivo verso il vicino senza nessuna causa apparente, senza una dichiarazione di guerra, a dispetto delle regole internazionali.
Con l'arrivo della Marina svedese a Korsør in Zelanda si diffuse il terrore a Copenaghen, il 17 luglio. Niente aveva anticipato un così brutale attacco e tutti sapevano che la capitale danese non era adeguatamente fortificata contro gli attacchi.
Fortunatamente Federico non mancava di coraggio. "Morirò nella mia terra", furono le parole memorabili che il re disse ai suoi consiglieri che gli suggerirono di mettersi al sicuro. L'8 agosto i rappresentanti di tutte le classi sociali della capitale manifestarono la necessità di una forte resistenza e i cittadini di Copenaghen, capeggiati dal sindaco Hans Nansen, mostrarono la loro inesauribile lealtà al sovrano e la loro determinazione a difendere Copenaghen dai nemici. I danesi avevano solo tre giorni di tempo prima dell'arrivo degli svedesi e gli schemi di difesa contavano duemila militari. Il governo e la popolazione mostrarono una memorabile ed esemplare energia, sotto la costante guida del re, della regina e del sindaco Nansen. All'inizio di settembre tutte le mura vennero riparate, fornite di cannoni e circa 7000 uomini furono chiamati alle armi.
La città diventò così difesa e forte che Carlo X, abbandonando la sua iniziale intenzione di assaltare Copenaghen, iniziò un assedio. Carlo fu obbligato a rinunciare all'assedio quando la flotta olandese approvvigionò le guarnigioni e lo sconfisse il 29 ottobre alla battaglia dell'Oresund. Gli olandesi assistettero poi alla liberazione delle Isole Danesi nel 1659: la capitale danese aveva salvato la monarchia danese.

### Sovrano assoluto

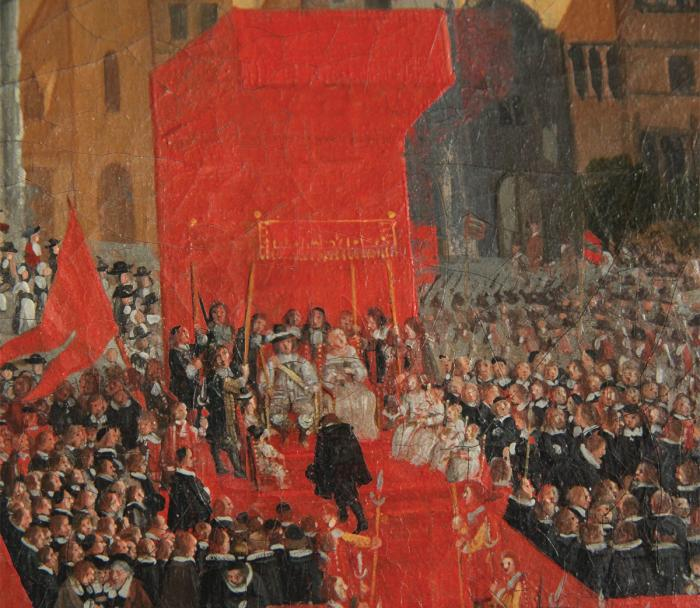
Cerimonia di incoronazione di Federico il 18 ottobre 1660. Dipinto di Wolfgang Heimbach, 1666

Federico III approfittò della difesa dei comuni interessi del Paese e della dinastia. La tradizionale lealtà alla borghesia danese fu trasformata in un entusiasmo illimitato per il re in persona e per un breve periodo Federico si trovò a essere la personalità più popolare del regno. Usò la sua popolarità per realizzare il sogno di una vita e convertire il sistema elettivo in una monarchia assoluta con la rivoluzione del 1660, lo stesso anno in cui morì Carlo X di Svezia.
Negli ultimi dieci anni di regno Federico riacquistò una posizione abbastanza oscura, mentre il Paese cercava di riprendersi dopo le guerre. L'amministrazione fu cambiata e giunsero al governo nuovi uomini. Durante questo periodo fu scritta (1665) la "costituzione" della monarchia assoluta danese, Kongeloven (Lex Regis). Copenaghen divenne sede di guarnigioni e la difesa della nazione fu rafforzata al massimo.
Federico III morì nel castello di Copenaghen e fu seppellito nella cattedrale di Roskilde, vicino a Copenaghen.

## Matrimonio

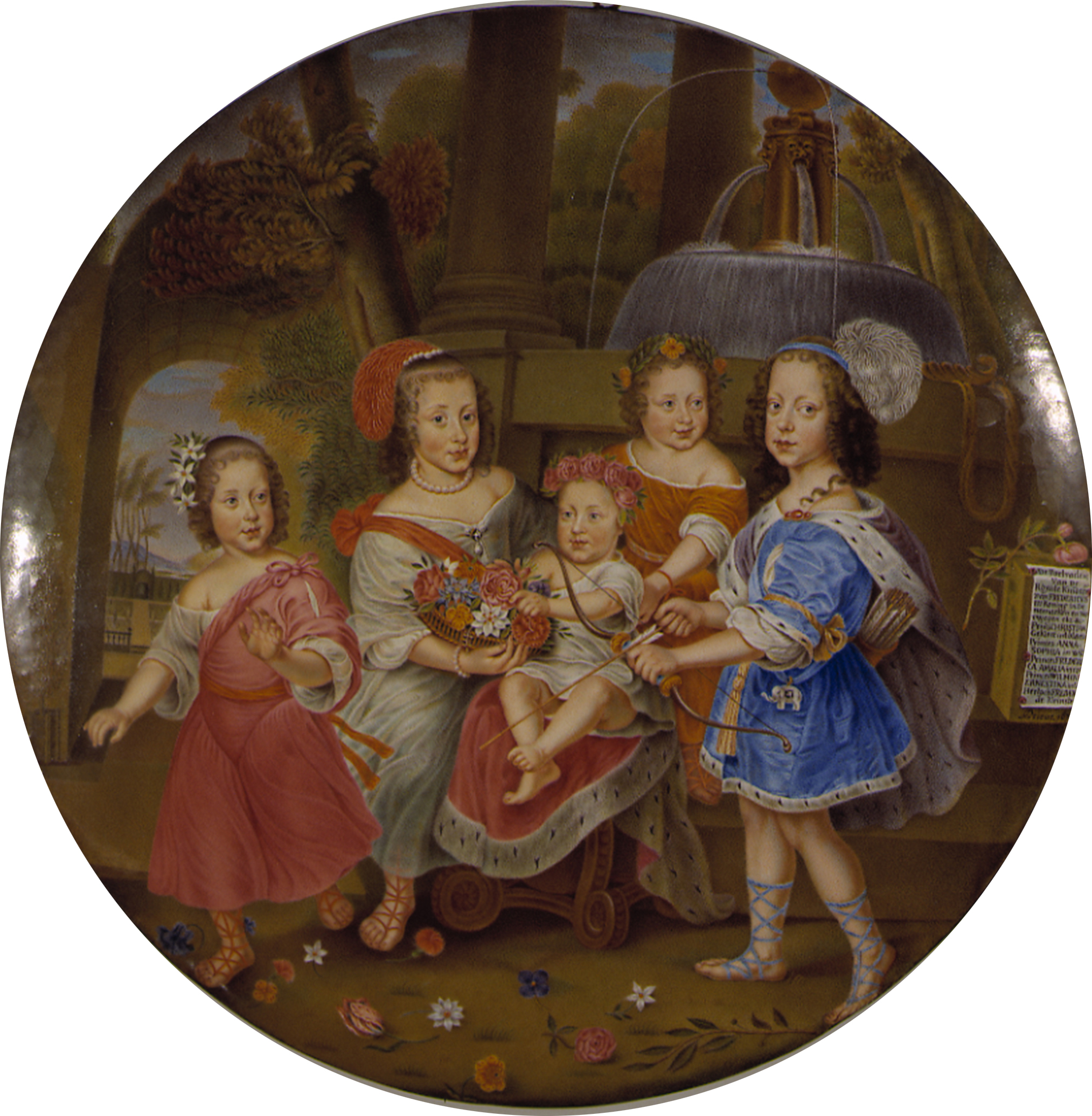
Paul Prieur, I figli di Federico III di Danimarca e Norvegia, miniatura

Sposò, il 1º ottobre 1643, Sofia Amalia di Brunswick-Lüneburg, figlia di Giorgio di Brunswick-Lüneburg, il cui carattere energico, passionale e ambizioso avrebbe influenzato non solo il futuro di Federico, ma quello di tutta la Danimarca. Ebbero otto figli:
- Cristiano V di Danimarca (15 aprile 1646-26 agosto 1699);
- Anna Sofia di Danimarca (1º settembre 1647-1º luglio 1717), sposò Giovanni Giorgio III, Elettore di Sassonia;
- Federica Amalia di Danimarca (11 aprile 1649-30 ottobre 1704), sposò il duca Cristiano Alberto di Holstein-Gottorp;
- Guglielmina Ernestina di Danimarca (21 giugno 1650-22 aprile 1706), sposò Carlo II, Elettore Palatino;
- Federico di Danimarca (11 ottobre 1651-14 marzo 1652);
- Giorgio di Danimarca (2 aprile 1653-28 ottobre 1708), sposò la regina Anna di Gran Bretagna;
- Ulrica Eleonora di Danimarca (11 settembre 1656-26 luglio 1693), sposò il re Carlo XI di Svezia;
- Dorothea di Danimarca (16 novembre 1657-15 maggio 1658).

Con Margrethe Pape ebbe anche un figlio illegittimo, Ulrik Frederik Gyldenløve.

## Ascendenza
|                                        |                                 |                                    | Genitori                           |  |  | Nonni |  |  | Bisnonni                   |  |  | Trisnonni               |  |
|                                        |                                 |                                    |                                    |  |  |       |  |  | Cristiano III di Danimarca |  |  | Federico I di Danimarca |  |
|                                        |                                 |                                    |                                    |  |  |       |  |  | Cristiano III di Danimarca |  |  | Federico I di Danimarca |  |
|                                        |                                 | Anna del Brandeburgo               |                                    |  |  |       |  |  | Cristiano III di Danimarca |  |  |                         |  |
| Federico II di Danimarca               |                                 |                                    |                                    |  |  |       |  |  | Cristiano III di Danimarca |  |  |                         |  |
|                                        |                                 | Dorotea di Sassonia-Lauenburg      | Magnus I di Sassonia-Lauenburg     |  |  |       |  |  |                            |  |  |                         |  |
|                                        |                                 | Dorotea di Sassonia-Lauenburg      | Magnus I di Sassonia-Lauenburg     |  |  |       |  |  |                            |  |  |                         |  |
|                                        |                                 | Dorotea di Sassonia-Lauenburg      | Caterina di Braunschweig-Lüneburg  |  |  |       |  |  |                            |  |  |                         |  |
| Cristiano IV di Danimarca              |                                 | Dorotea di Sassonia-Lauenburg      |                                    |  |  |       |  |  |                            |  |  |                         |  |
|                                        |                                 | Ulrico III di Meclemburgo-Güstrow  | Alberto VII di Meclemburgo-Güstrow |  |  |       |  |  |                            |  |  |                         |  |
|                                        |                                 | Ulrico III di Meclemburgo-Güstrow  | Alberto VII di Meclemburgo-Güstrow |  |  |       |  |  |                            |  |  |                         |  |
|                                        |                                 | Ulrico III di Meclemburgo-Güstrow  | Anna di Brandeburgo                |  |  |       |  |  |                            |  |  |                         |  |
| Sofia di Meclemburgo-Güstrow           |                                 | Ulrico III di Meclemburgo-Güstrow  |                                    |  |  |       |  |  |                            |  |  |                         |  |
|                                        |                                 | Elisabetta di Danimarca            | Federico I di Danimarca            |  |  |       |  |  |                            |  |  |                         |  |
|                                        |                                 | Elisabetta di Danimarca            | Federico I di Danimarca            |  |  |       |  |  |                            |  |  |                         |  |
|                                        |                                 | Elisabetta di Danimarca            | Sofia di Pomerania                 |  |  |       |  |  |                            |  |  |                         |  |
| Federico III di Danimarca              |                                 | Elisabetta di Danimarca            |                                    |  |  |       |  |  |                            |  |  |                         |  |
|                                        | Giovanni Giorgio di Brandeburgo | Gioacchino II di Brandeburgo       |                                    |  |  |       |  |  |                            |  |  |                         |  |
|                                        | Giovanni Giorgio di Brandeburgo | Gioacchino II di Brandeburgo       |                                    |  |  |       |  |  |                            |  |  |                         |  |
|                                        | Giovanni Giorgio di Brandeburgo | Maddalena di Sassonia              |                                    |  |  |       |  |  |                            |  |  |                         |  |
| Gioacchino III Federico di Brandeburgo | Giovanni Giorgio di Brandeburgo |                                    |                                    |  |  |       |  |  |                            |  |  |                         |  |
|                                        |                                 | Sofia di Liegnitz                  | Federico II di Legnica             |  |  |       |  |  |                            |  |  |                         |  |
|                                        |                                 | Sofia di Liegnitz                  | Federico II di Legnica             |  |  |       |  |  |                            |  |  |                         |  |
|                                        |                                 | Sofia di Liegnitz                  | Sofia di Brandeburgo-Ansbach       |  |  |       |  |  |                            |  |  |                         |  |
| Anna Caterina del Brandeburgo          |                                 | Sofia di Liegnitz                  |                                    |  |  |       |  |  |                            |  |  |                         |  |
|                                        |                                 | Giovanni di Brandeburgo-Küstrin    | Gioacchino I di Brandeburgo        |  |  |       |  |  |                            |  |  |                         |  |
|                                        |                                 | Giovanni di Brandeburgo-Küstrin    | Gioacchino I di Brandeburgo        |  |  |       |  |  |                            |  |  |                         |  |
|                                        |                                 | Giovanni di Brandeburgo-Küstrin    | Elisabetta di Danimarca            |  |  |       |  |  |                            |  |  |                         |  |
| Caterina di Brandeburgo-Küstrin        |                                 | Giovanni di Brandeburgo-Küstrin    |                                    |  |  |       |  |  |                            |  |  |                         |  |
|                                        |                                 | Caterina di Brunswick-Wolfenbüttel | Enrico V di Brunswick-Lüneburg     |  |  |       |  |  |                            |  |  |                         |  |
|                                        |                                 | Caterina di Brunswick-Wolfenbüttel | Enrico V di Brunswick-Lüneburg     |  |  |       |  |  |                            |  |  |                         |  |
|                                        |                                 | Caterina di Brunswick-Wolfenbüttel | Maria di Württemberg               |  |  |       |  |  |                            |  |  |                         |  |
|                                        |                                 | Caterina di Brunswick-Wolfenbüttel |                                    |  |  |       |  |  |                            |  |  |                         |  |